# Cory Booker
Cory Booker (nom de naixement Cory Anthony Booker; Washington DC, 27 d'abril de 1969) és un polític estatunidenc, membre de Partit Demòcrata dels Estats Units i senador per Nova Jersey.
Es va postular com a candidat demòcrata per a les Eleccions presidencials dels Estats Units de 2020, en les que el candidat demòcrata finalment fou Joe Biden, que guanyà les eleccions. S'ha informat que va interactuar amb a un estudiant de la Universitat Stanford el 1984 en una festa. Està a favor de la legalització de la marihuana.
Del 31 de març a l'1 d'abril de 2025, va pronunciar el discurs més llarg de la història del Senat dels Estats Units, amb una durada de 25 hores i cinc minuts, en protesta per la segona presidència de Donald Trump.